# 羅玹
羅玹（1461年—？），又稱罗璇，字孟玉，河南省開封府扶溝縣人，明朝政治人物。同進士出身。

## 生平
成化二十二年（1486年）丙午科河南鄉試第一名舉人。弘治十二年，登己未科會試第二百九十九名，三甲八十三名進士，授兖州府推官，十八年十一月选授湖广道試监察御史。正德四年（1509年）巡按直隶宣大，出为鳳陽府知府，七年闰五月因得罪守备太监阎宣，调任嘉兴府，九年正月考察以才力不及调用。改延安府知府，十年十二月入觐，十一年六月升陕西按察司副使，十二年正月考察去职。

## 家族
曾祖羅錦，遇例冠带；祖羅俊，通判、贈承德郎；父罗赞，前監察御史。母劉氏，贈孺人；继母张氏，封孺人。慈侍下。弟瑞、珖、玶。